# Volkswagen e-Golf
Volkswagen e-Golf — компактний електромобіль, що випускався компанією Volkswagen AG з 2014 по 2020 роки на основі Volkswagen Golf 7.

## Опис

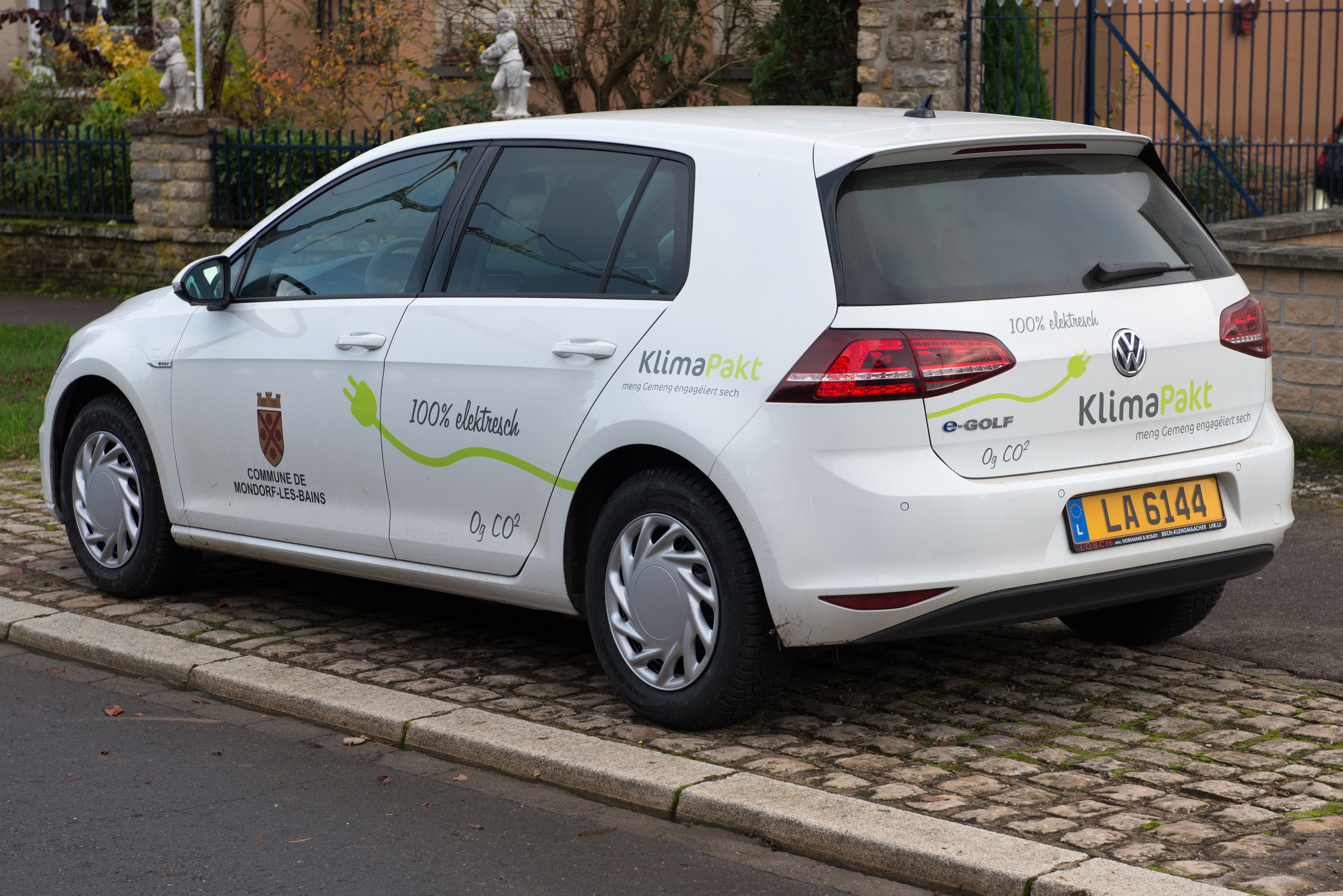
Volkswagen e-Golf (2014–2017)

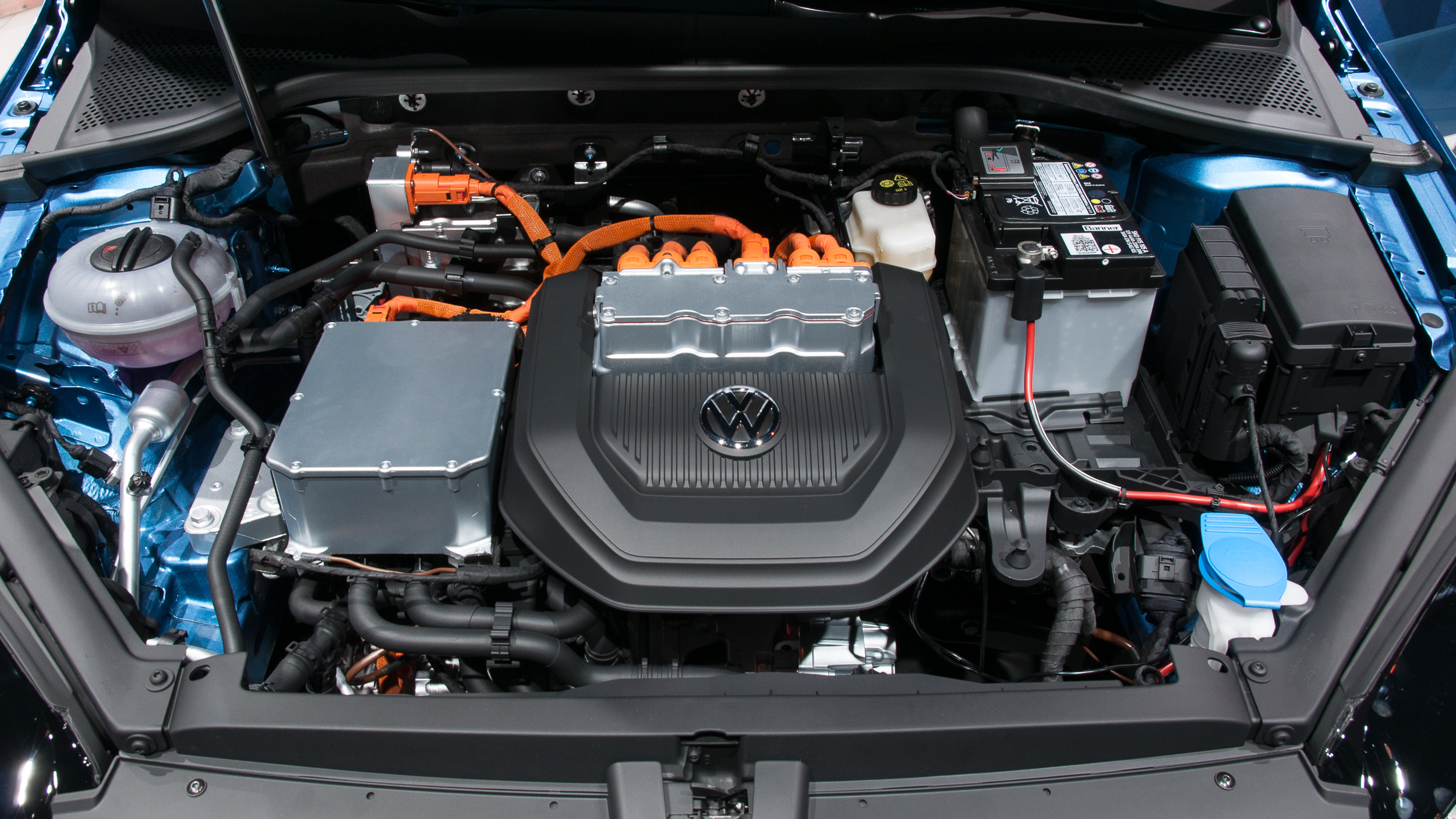

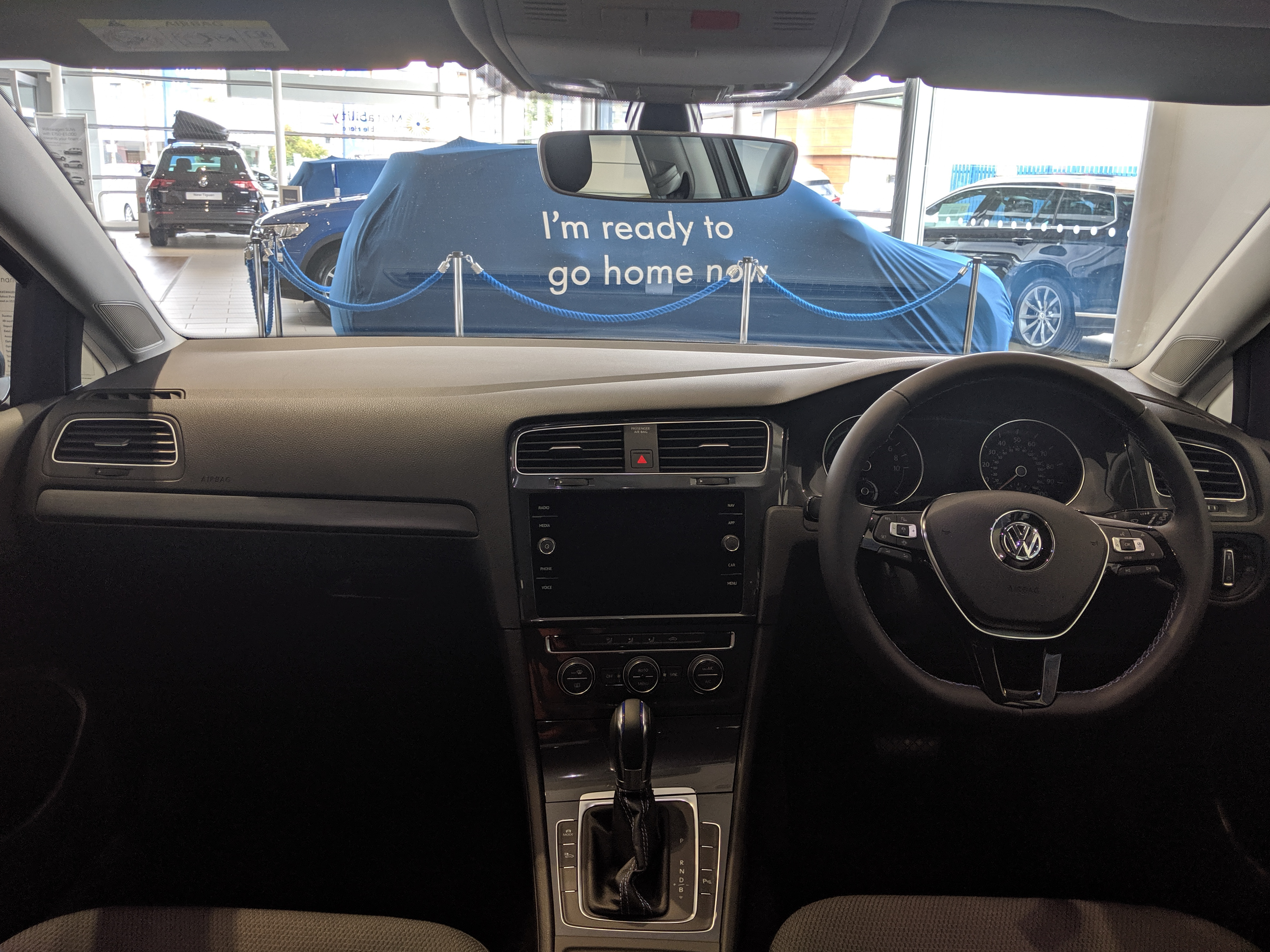

e-Golf приводиться в рух синхронною машиною з постійним магнітом з максимальною потужністю 115 к.с. при 3000 об/хв. Він діє на передні колеса через редуктор. Максимальна швидкість автомобіля обмежена 140 км/год, а розганяється від 0 до 100 км/год за 10,4 секунди. Середнє споживання енергії в NEDC становить 12,7 кВт/год на 100 км. Максимальний пробіг становить 175 кілометрів. Ціну заявили від 35 тис. євро.
Акумулятор приводу має масу 310 кг і складається з 27 модулів із загалом 264 елементами літій-іонної батареї від постачальника Panasonic/Sanyo. Кожен елемент має ємність 25 А·год, напруга елемента становить 3,67 В. Послідовне з’єднання трьох паралельних гілок із 88 елементами призводить до номінальної напруги 323 В та енергії 24,2 кВт·год, з яких 21,2 кВт·год можна використати. Акумулятор приводу не охолоджується активно (пасивне охолодження потоком повітря).
Салон e-Golf у стандартній комплектації оснащений електричним компресором кондиціонера та високовольтним обігрівачем з максимальною потужністю 5,5 кВт. Оскільки відпрацьоване тепло двигуна внутрішнього згоряння не може використовуватися для обігріву салону, нагрівальні елементи PTC нагрівають охолоджуючу рідину, яка передає тепло всередину через теплообмінник.
Опції, доступні для e-Golf, включають тепловий насос, обігрів вітрового скла та швидку зарядку CCS DC потужністю 40 кВт. Тепловий насос взимку зменшує радіус дії менше ніж електричне опалення.

### Модернізація 2017

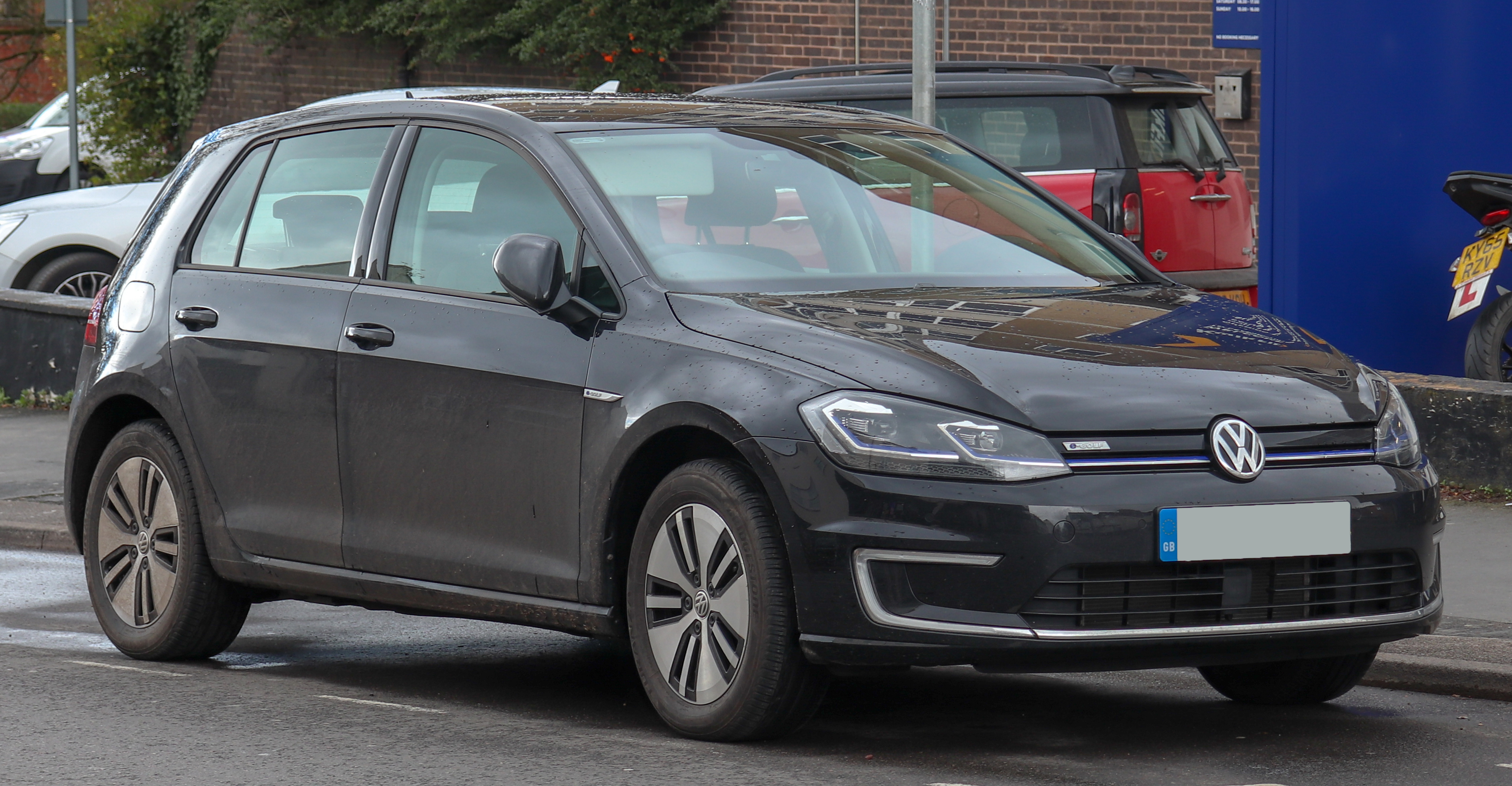
Volkswagen e-Golf (2017–2020)

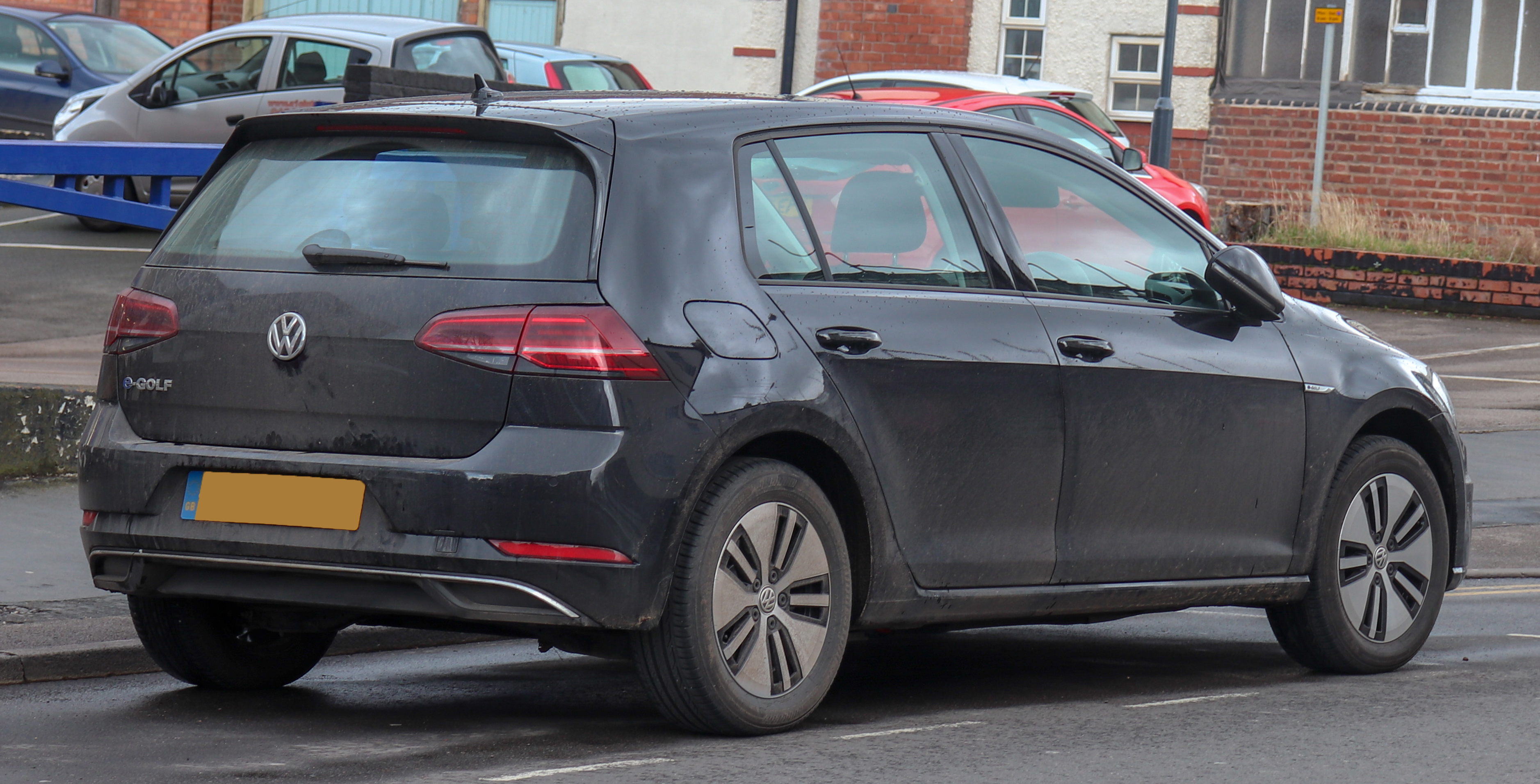
Volkswagen e-Golf (2017–2020)

e-Golf було переглянуто в рамках рестайлінгу наприкінці 2016 року. Тепер електрична машина має потужність 136 к.с. при 3300 об/хв. Літій-іонні елементи акумулятора надходять від постачальника Samsung SDI, їх ємність збільшена до 37 А·год, що збільшує енергію акумулятора до 35,8 кВт·год (запас ходу 300 км NEDC). Маса батареї 318 кг. Максимальна швидкість зросла до 150 км/год. Час розгону 0—100 км/год зменшився до 9,6 с.
Поставки оновленого e-Golf почалися в 2017 році. Окрім Вольфсбурга, e-Golf також вироблявся на заводі Transparent Factory у Дрездені з 3 квітня 2017 року.
Візуально e-Golf лише трохи відрізняється від Golf з двигуном внутрішнього згоряння. Як і всі електромобілі та гібриди Volkswagen, передня частина прикрашена С-подібними денними ходовими вогнями. Верхня частина решітки має синю окантовку та закрита для покращення аеродинаміки. Коефіцієнт лобового опору новоявленої моделі становив 0,281. Магнієві диски надзвичайно легкі, аеродинамічно оптимізовані та базуються на дизайні коліс XL1.
Базове обладнання e-Golf значно ширше, ніж у моделей Golf з двигуном внутрішнього згоряння. В його основі лежить лінійка обладнання «Комфортлайн». Автоматичний кондиціонер і інформаційно-розважальна система Volkswagen Discover Pro встановлюються в стандартній комплектації кожного e-Golf.
У грудні 2020 року Volkswagen припинив випуск e-Golf. Загалом з 2013 по 2020 рік було виготовлено 145 561 автомобіль, 50 401 з них — на заводі Transparent Factory у Дрездені. Наступна модель ID.3 тепер базується на системі модульного електроприводу.

## Модифікації
- електродвигун VW EAQ270 115 к.с. при 3000–12000 об/хв 270 Нм при 0–3000 об/хв, батарея	24,2 кВт*год (2014-2017)
- електродвигун VW EAQ270 136 к.с. при 3300–12000 об/хв	290  Нм при 0–3300 об/хв, батарея	35,8 кВт*год (2017-2020)